# Josef Hiršal

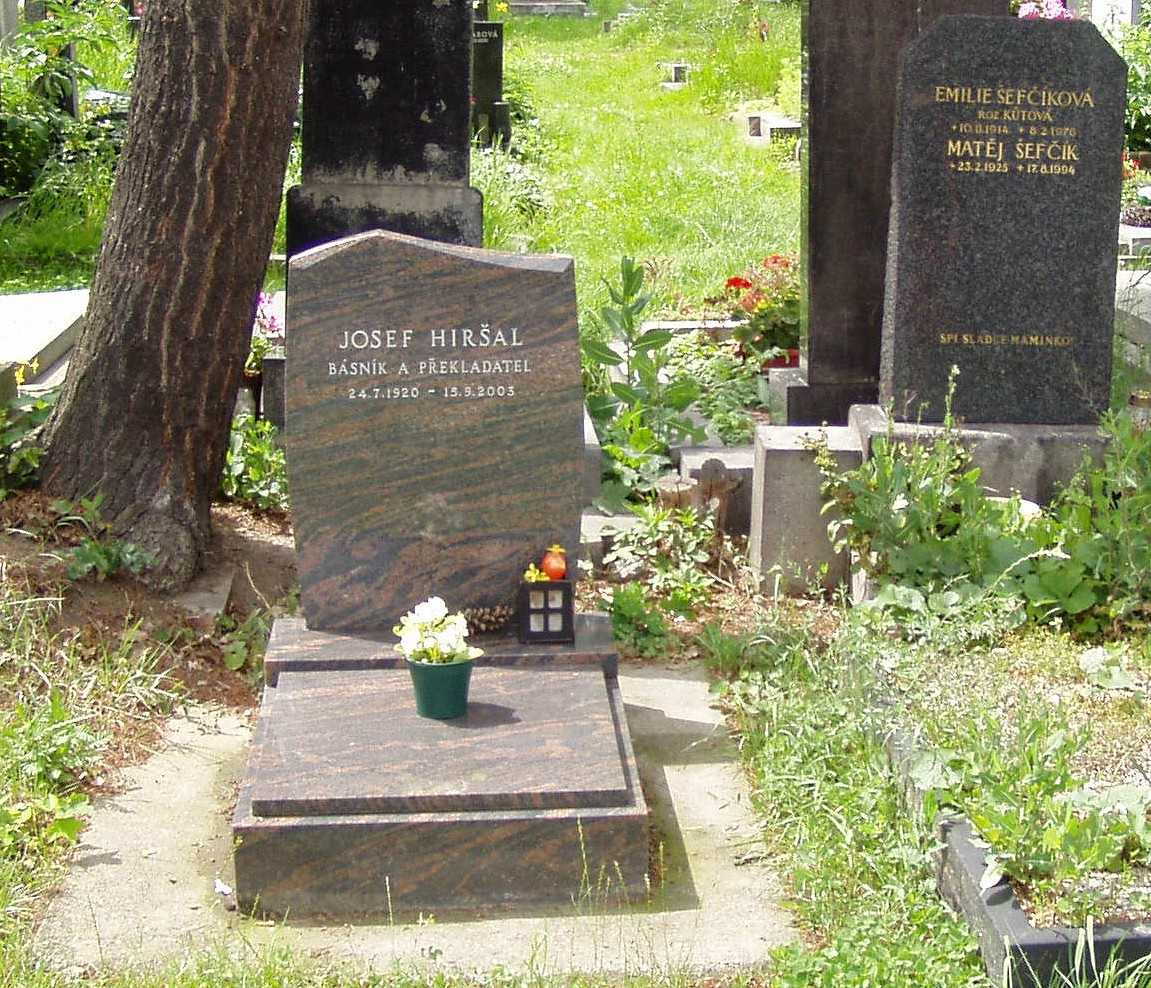
Sírja a Vinohrady temetőben

Josef Hiršal (Chomutičky, 1920. július 24. – Prága, 2003. szeptember 15.) cseh író és költő.

## Pályafutása
Hiršalt nagyon sokan a cseh képi költészet egyik legfontosabb szerzőjének tartják. Kezdeti szürrealisztikus írásait egy versgyűjtemény követte, Később csatlakozott a Jiří Kolář köré szerveződő művészek köréhez. Miután a szovjetek megszállták az országot, addigi művei indexre kerültek, az 1950-es években Kolářzsal közösen gyermekkönyveket készítettek és adtak ki. Később a Charta ’77 aláíróihoz csatlakozott.
Hiršal az 1960-as években Bohumila Grögerovával közösen képverseket kezdtek írni. A páros több könyvet is írt együtt, valamint több mint 180 művet lefordítottak. Több könyv is megjelent a nevük alatt. Ezeken felül elismert műfordító volt, többek között Christian Morgenstern, Ernst Jandl, Eugène Ionesco, Wolfgang Hildesheimer, Hans Magnus Enzensberger, Franz Kafka, Edgar Allan Poe, Heinrich Heine, H. C. Artmann, Helmut Heissenbüttel, Fernando Pessoa, Torquato Tasso és Pilinszky János műveit ültette át cseh nyelvre. Fordítói munkásságáért 1989-ben az Osztrák Állami Nagydíjat neki ítélték oda.
Josef Hiršal 2003. szeptember 15-én halt meg. Halálát egy májusi prágai villamosbalesetben szerzett sérülések okozták.

## Művei

### Gyermekeknek
- Do práce nám slunce svítí (1944)
- Vzdušné zámky (1946)
- Snídaně v lese (1948)
- Šťastně dojeď, dlouhý vláčku (1954)
- Jana jde do školky (1955)
- Co nám veze (1959)
- Ivánek a zvířátka (1961)
- O zatoulaném kotěti (1962)
- O podivné záhadě na poštovním úřadě (1962)
- O kocouru, kohoutu a huse (1962)
- Malý grafik (1964)
- Co se slovy všechno poví (1964)

### Próza
- Kocourkov (1959)
- Slovo, písmo, akce, hlas k estetice kultury technického věku (1967)
- Vínek vzpomínek (1989)

### Versek
- Vědro stříbra (1940)
- Noclehy s klekánicí (1940)
- Studené nebe (1944)
- Matky (1945)
- Úzké cesty (1948)
- Chvilku se dívej, chvilku si zpívej (1962)
- Soukromá galerie (1965)
- Čtyři básně (1965)
- Experimentální poezie (1967)
- Píseň mládí (1986)
- Soukromá galerie (1992)
- Párkař (1997)

### Gyűjtemények
- JOB BOJ (1968)
- Trojcestí (1991)
- Let let 1, 2, 3 (1993–1994)